# Eladio Carrión

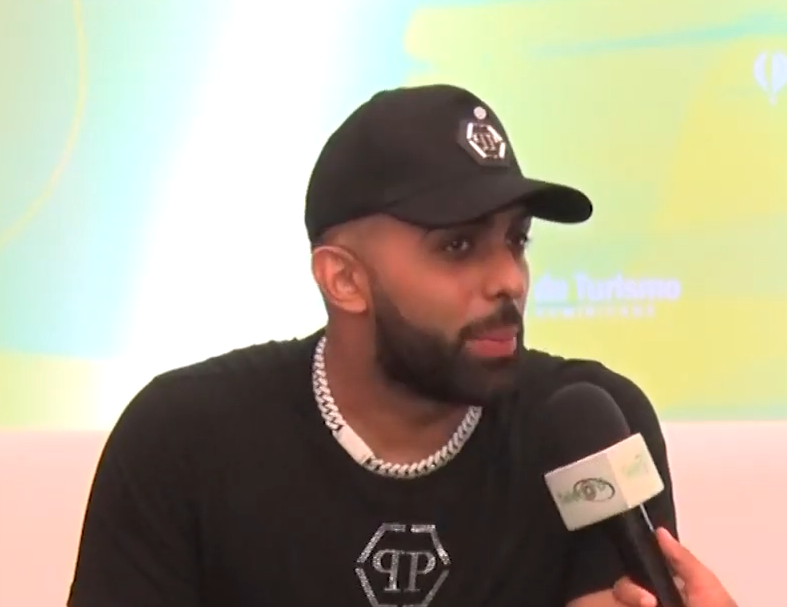
Eladio Carrión (2019)

Eladio Carrión (* 14. November 1994 in Kansas City, Missouri) ist ein puerto-ricanischer Reggaeton-Sänger.

## Leben
Eladio Carrión wurde 1994 in Kansas City geboren. Mit elf Jahren zog er nach Puerto Rico, wo er als Teenager mit Comedyvideos und Musikproduktionen in sozialen Netzwerken bekannt wurde.

## Karriere
2016 erreichte er erstmals regionale Bekanntheit durch seine Debütsingle Me Enamoré de una Yal.
2020 veröffentlichte er sein Debütalbum Sauce Boyz, welches es in die Top 10 der Billboard Top Latin Albums schaffte. Mit dem Album 3men2 Kbrn schaffte er es 2023 bis in die Top 20 der Billboard 200. Auf dem Album arbeitete er mit Größen der US-Hip-Hop-Szene wie 50 Cent und Quavo zusammen.

## Diskografie

### Alben
| Jahr | Titel Musiklabel                            | Höchstplatzierung, Gesamtwochen, AuszeichnungChartplatzierungen (Jahr, Titel, Musiklabel, Platzierungen, Wochen, Auszeichnungen, Anmerkungen) | Höchstplatzierung, Gesamtwochen, AuszeichnungChartplatzierungen (Jahr, Titel, Musiklabel, Platzierungen, Wochen, Auszeichnungen, Anmerkungen) | Höchstplatzierung, Gesamtwochen, AuszeichnungChartplatzierungen (Jahr, Titel, Musiklabel, Platzierungen, Wochen, Auszeichnungen, Anmerkungen) | Anmerkungen                             |
| Jahr | Titel Musiklabel                            | US | Latin | ES | Anmerkungen                             |
| ---- | ------------------------------------------- | --- | --- | --- | --------------------------------------- |
| 2020 | Sauce Boyz Rimas Entertainment              | — | Latin8 Platin · (10 Wo.)Latin | ES34 (32 Wo.)ES | Erstveröffentlichung: 31. Januar 2020   |
| 2020 | Sauce Boyz Care Package Rimas Entertainment | — | — | ES56 (1 Wo.)ES | Erstveröffentlichung: 25. Juni 2020     |
| 2021 | Monarca Rimas Entertainment                 | — | Latin11 (4 Wo.)Latin | ES14 (16 Wo.)ES | Erstveröffentlichung: 8. Januar 2021    |
| 2021 | Sen2 Kbrn Vol.1 Rimas Entertainment         | — | Latin20 (2 Wo.)Latin | ES12 (13 Wo.)ES | Erstveröffentlichung: 2. Juli 2021      |
| 2021 | Sauce Boyz 2 Rimas Entertainment            | US92 (1 Wo.)US | Latin2 (48 Wo.)Latin | ES5 Platin · (156 Wo.)ES | Erstveröffentlichung: 2. Dezember 2021  |
| 2022 | Sen2 Kbrn Vol.2 Rimas Entertainment         | US121 (1 Wo.)US | Latin4 (9 Wo.)Latin | ES1 Gold · (44 Wo.)ES | Erstveröffentlichung: 18. November 2022 |
| 2023 | 3men2 Kbrn Rimas Entertainment              | US16 (5 Wo.)US | Latin3 (38 Wo.)Latin | ES1 Gold · (85 Wo.)ES | Erstveröffentlichung: 17. März 2023     |
| 2024 | Sol María Rimas Entertainment               | US37 (2 Wo.)US | Latin6 (9 Wo.)Latin | ES1 Gold · (39 Wo.)ES | Erstveröffentlichung: 19. Januar 2024   |
| 2024 | Porque puedo Rimas Entertainment            | — | — | ES18 (5 Wo.)ES | Erstveröffentlichung: 1. Mai 2024 EP    |
| 2025 | Don Kbrn Rimas Entertainment                | US32 (2 Wo.)US | Latin3 (7 Wo.)Latin | ES3 (… Wo.)ES | Erstveröffentlichung: 3. April 2025     |

### Singles
| Jahr | Titel Album                                             | Höchstplatzierung, Gesamtwochen, AuszeichnungChartplatzierungen (Jahr, Titel, Album, Platzierungen, Wochen, Auszeichnungen, Anmerkungen) | Höchstplatzierung, Gesamtwochen, AuszeichnungChartplatzierungen (Jahr, Titel, Album, Platzierungen, Wochen, Auszeichnungen, Anmerkungen) | Höchstplatzierung, Gesamtwochen, AuszeichnungChartplatzierungen (Jahr, Titel, Album, Platzierungen, Wochen, Auszeichnungen, Anmerkungen) | Anmerkungen                                                                       |
| Jahr | Titel Album                                             | US | Latin | ES | Anmerkungen                                                                       |
| --- | ------------------------------------------------------- | --- | --- | --- | --------------------------------------------------------------------------------- |
| 2019 | Kemba Walker Sauce Boyz                                 | — | Latin— ×3DreifachplatinLatin | ES85 ×4Vierfachplatin · (1 Wo.)ES | Erstveröffentlichung: 6. August 2019 feat. Bad Bunny                              |
| 2019 | Mi error (Remix) Sauce Boyz                             | — | Latin— PlatinLatin | ES100 ×2Doppelplatin · (1 Wo.)ES | Erstveröffentlichung: 18. November 2019 mit Zion y Lennox, Wisin & Yandel & Lunay |
| 2021 | Bzrp Music Sessions, Vol. 40 –                          | — | — | ES15 ×3Dreifachplatin · (10 Wo.)ES | Erstveröffentlichung: 9. Juni 2021 mit Bizarrap                                   |
| 2021 | Tata (Remix) –                                          | — | Latin50 (1 Wo.)Latin | — | Erstveröffentlichung: 29. Juli 2021 feat. J Balvin, Daddy Yankee & Bobby Shmurda  |
| 2021 | Sauce Boyz Freestyle 5 Sauce Boyz 2                     | — | Latin47 (1 Wo.)Latin | — | Erstveröffentlichung: 15. Oktober 2021                                            |
| 2021 | Cuarentena Sauce Boyz 2                                 | — | — | ES91 (1 Wo.)ES | Erstveröffentlichung: 28. Oktober 2021                                            |
| 2021 | Habla claro –                                           | — | — | ES23 Platin · (10 Wo.)ES | Erstveröffentlichung: 11. November 2021 mit Morad                                 |
| 2021 | Rebull –                                                | — | — | ES86 (1 Wo.)ES | Erstveröffentlichung: 24. November 2021 mit Beny Jr                               |
| 2021 | Jóvenes millonarios Sauce Boyz 2                        | — | Latin44 (1 Wo.)Latin | ES48 Platin · (2 Wo.)ES | Erstveröffentlichung: 30. November 2021 feat. Myke Towers                         |
| 2021 | Me gustas natural Sauce Boyz 2                          | — | — | ES76 ×3Dreifachplatin · (3 Wo.)ES | Erstveröffentlichung: 1. Dezember 2021 feat. Rels B                               |
| 2021 | Sin frenos Sauce Boyz 2                                 | — | — | ES52 ×2Doppelplatin · (5 Wo.)ES | Erstveröffentlichung: 1. Dezember 2021 feat. Bizarrap & Duki                      |
| 2021 | No te deseo el mal Sauce Boyz 2                         | — | Latin29 (16 Wo.)Latin | ES17 Platin · (15 Wo.)ES | Erstveröffentlichung: 2. Dezember 2021 feat. Karol G                              |
| 2022 | Gucci Fendi –                                           | — | — | ES82 (1 Wo.)ES | Erstveröffentlichung: 10. März 2022 mit Justin Quiles                             |
| 2022 | Nota –                                                  | — | — | ES66 Platin · (5 Wo.)ES | Erstveröffentlichung: 19. Mai 2022 mit Nicki Nicole                               |
| 2022 | Que cojones –                                           | — | — | ES70 Gold · (1 Wo.)ES | Erstveröffentlichung: 3. August 2022                                              |
| 2023 | Mbappe (Remix) –                                        | — | — | ES46 (1 Wo.)ES | Erstveröffentlichung: 9. März 2023 feat. Future                                   |
| 2023 | Air France 3men2 Kbrn                                   | — | — | ES99 (1 Wo.)ES | Erstveröffentlichung: 14. März 2023                                               |
| 2023 | Triste verano –                                         | — | Latin36 (1 Wo.)Latin | ES22 Platin · (5 Wo.)ES | Erstveröffentlichung: 14. April 2023 mit Anuel AA                                 |
| 2023 | 6PM en Mallorca –                                       | — | — | ES67 (1 Wo.)ES | Erstveröffentlichung: 26. Juli 2023                                               |
| 2023 | Pa’ La Vuelta –                                         | — | — | ES53 (1 Wo.)ES | Erstveröffentlichung: 4. August 2023 mit Morad                                    |
| 2023 | TQMQA Sol María                                         | — | Latin39 (3 Wo.)Latin | ES22 Gold · (7 Wo.)ES | Erstveröffentlichung: 14. Dezember 2023                                           |
| 2025 | Chulx –                                                 | — | — | ES67 (3 Wo.)ES | Erstveröffentlichung: 7. Februar 2025 mit Lia Kali                                |
| 2025 | Primer lugar –                                          | — | Latin49 (1 Wo.)Latin | ES47 (2 Wo.)ES | Erstveröffentlichung: 24. Juli 2025 mit Omar Courtz                               |
| Folgende Lieder erschienen nicht als Single, wurden aber durch das Album zum Download und Streaming bereitgestellt und konnten somit eine Platzierung erlangen: |                                                         | | | |                                                                                   |
| |                                                         | | | |                                                                                   |
| 2022 | Mbappe Sen2 Kbrn Vol.2                                  | — | Latin21 (5 Wo.)Latin | ES12 ×3Dreifachplatin · (25 Wo.)ES |                                                                                   |
| 2022 | Hugo Sen2 Kbrn Vol.2                                    | — | — | ES33 Gold · (3 Wo.)ES |                                                                                   |
| 2022 | Caras vemos Sen2 Kbrn Vol.2                             | — | — | ES38 Gold · (1 Wo.)ES |                                                                                   |
| 2022 | Si La Calle Llama Sen2 Kbrn Vol.2                       | — | — | ES42 Gold · (1 Wo.)ES |                                                                                   |
| 2022 | Gladiador Sen2 Kbrn Vol.2                               | — | Latin39 (1 Wo.)Latin | ES53 (1 Wo.)ES |                                                                                   |
| 2022 | Te dijeron Sen2 Kbrn Vol.2                              | — | — | ES57 (1 Wo.)ES |                                                                                   |
| 2022 | HP Freestyle Sen2 Kbrn Vol.2                            | — | — | ES60 (1 Wo.)ES |                                                                                   |
| 2022 | Friends Sen2 Kbrn Vol.2                                 | — | — | ES69 (1 Wo.)ES |                                                                                   |
| 2022 | La Fama Sen2 Kbrn Vol.2                                 | — | — | ES86 (1 Wo.)ES |                                                                                   |
| 2022 | Carta a dios Sen2 Kbrn Vol.2                            | — | — | ES90 (1 Wo.)ES |                                                                                   |
| 2023 | Coco Chanel 3men2 Kbrn                                  | US87 (2 Wo.)US | Latin13 (20 Wo.)Latin | ES2 ×4Vierfachplatin · (31 Wo.)ES | feat. Bad Bunny                                                                   |
| 2023 | Si La Calle Llama (Remix) 3men2 Kbrn                    | — | Latin40 (1 Wo.)Latin | ES10 ×3Dreifachplatin · (27 Wo.)ES | feat. Myke Towers                                                                 |
| 2023 | Si salimos 3men2 Kbrn                                   | — | — | ES35 (1 Wo.)ES | feat 50 Cent                                                                      |
| 2023 | El Hokage 3men2 Kbrn                                    | — | — | ES36 Gold · (2 Wo.)ES |                                                                                   |
| 2023 | ¿Qué Carajos Quieres Tú Ahora? 3men2 Kbrn               | — | — | ES37 (1 Wo.)ES |                                                                                   |
| 2023 | Padre tiempo 3men2 Kbrn                                 | — | — | ES38 (1 Wo.)ES |                                                                                   |
| 2023 | Peso a peso 3men2 Kbrn                                  | — | — | ES54 (1 Wo.)ES | mit Quavo, Rich The Kid & Ñengo Flow                                              |
| 2023 | Betty 3men2 Kbrn                                        | — | — | ES59 (1 Wo.)ES | mit SHB & Hydro                                                                   |
| 2023 | Friends (Remix) 3men2 Kbrn                              | — | — | ES60 (1 Wo.)ES | mit Lil Tjay & Luar La L                                                          |
| 2023 | Cuevita 3men2 Kbrn                                      | — | — | ES62 (1 Wo.)ES |                                                                                   |
| 2023 | Mala Mía Otra Vez 3men2 Kbrn                            | — | — | ES69 (1 Wo.)ES |                                                                                   |
| 2023 | Quizás, Tal Vez 3men2 Kbrn                              | — | — | ES81 Gold · (1 Wo.)ES |                                                                                   |
| 2023 | M3 3men2 Kbrn                                           | — | — | ES95 (1 Wo.)ES |                                                                                   |
| 2023 | 3 AM Sauce Boyz                                         | — | — | ES99 ×3Dreifachplatin · (2 Wo.)ES | mit Brytiago                                                                      |
| 2023 | Thunder y lightning Nadie sabe lo que va a pasar mañana | US80 (1 Wo.)US | Latin23 (3 Wo.)Latin | ES15 Platin · (7 Wo.)ES | Charteinstieg: 20. Oktober 2023 mit Bad Bunny                                     |
| 2024 | Hey Lil Mama Sol María                                  | — | Latin36 (3 Wo.)Latin | ES9 Platin · (13 Wo.)ES | feat. Rauw Alejandro                                                              |
| 2024 | Bendecido Sol María                                     | — | Latin49 (1 Wo.)Latin | ES17 (2 Wo.)ES |                                                                                   |
| 2024 | El malo Sol María                                       | — | — | ES21 Gold · (5 Wo.)ES | feat. Sech                                                                        |
| 2024 | La Canción Feliz Del Disco Sol María                    | — | — | ES35 (2 Wo.)ES | feat. Milo J                                                                      |
| 2024 | Sigo enamorau’ Sol María                                | — | — | ES40 (1 Wo.)ES | feat. Yandel                                                                      |
| 2024 | RKO Sol María                                           | — | — | ES41 (1 Wo.)ES |                                                                                   |
| 2024 | Tu ritmo Sol María                                      | — | — | ES47 (1 Wo.)ES |                                                                                   |
| 2024 | Sonrisa Sol María                                       | — | — | ES52 (1 Wo.)ES |                                                                                   |
| 2024 | Tanta droga Sol María                                   | — | — | ES54 (1 Wo.)ES | feat. Arcángel & De La Ghetto                                                     |
| 2024 | Todo lit Sol María                                      | — | — | ES58 (1 Wo.)ES | feat. Duki                                                                        |
| 2024 | Mama’s Boy Sol María                                    | — | — | ES64 (1 Wo.)ES | feat. Nach                                                                        |
| 2024 | Tranquila Baby Sol María                                | — | — | ES71 (1 Wo.)ES |                                                                                   |
| 2024 | Fé, Cojones y Paciencia Sol María                       | — | — | ES86 (1 Wo.)ES |                                                                                   |
| 2024 | Luchas mentales Sol María                               | — | — | ES88 (1 Wo.)ES |                                                                                   |
| 2024 | Mencionar Sol María                                     | — | — | ES90 (1 Wo.)ES |                                                                                   |
| 2025 | Romeo y Julieta Don Kbrn                                | — | — | ES5 Gold · (8 Wo.)ES | feat. Quevedo                                                                     |
| 2025 | Vetements Don Kbrn                                      | — | Latin30 (1 Wo.)Latin | ES12 (3 Wo.)ES | feat. Myke Towers                                                                 |
| 2025 | El Reggaetón del Disco Don Kbrn                         | — | — | ES20 (2 Wo.)ES | feat. Cris MJ                                                                     |
| 2025 | H.I.M. Don Kbrn                                         | — | Latin41 (1 Wo.)Latin | ES27 (1 Wo.)ES |                                                                                   |
| 2025 | Me muero Don Kbrn                                       | — | — | ES51 (1 Wo.)ES | feat. Lia Kali                                                                    |
| 2025 | 100 conmigo Don Kbrn                                    | — | — | ES56 (1 Wo.)ES |                                                                                   |
| 2025 | Ohtani Don Kbrn                                         | — | — | ES61 (1 Wo.)ES |                                                                                   |
| 2025 | Invencible Don Kbrn                                     | — | — | ES66 (1 Wo.)ES |                                                                                   |
| 2025 | Broly Don Kbrn                                          | — | — | ES67 (1 Wo.)ES | feat. Neutro Shorty                                                               |
| 2025 | Tiffany Don Kbrn                                        | — | — | ES77 (1 Wo.)ES | feat. Peso Pluma                                                                  |
| 2025 | Piedras en la ventana Don Kbrn                          | — | — | ES90 (1 Wo.)ES |                                                                                   |

Weitere Singles
- 2016: Me Enamoré de una Yal
- 2018: Si tu te vas (mit Jon Z, US: Gold (Latin))
- 2018: Sigue Bailandome (mit Yann’C, Darkiel, Myke Towers & Brray, US: Platin (Latin))
- 2018: Me usaste (mit Khea & Noriel, US: Gold (Latin))
- 2019: Mi error (mit Zion, ES: Gold, US: Platin (Latin))
- 2019: No podemos (Remix) (mit Ele a El Dominio & Myke Towers, ES: Gold)
- 2019: Salgo a Buscarte (mit Jon Z & Ele a El Dominio, ES: Platin)
- 2019: Animal (mit Bryant Myers, ES: Gold)
- 2020: Ele uve (Remix) (mit Natanael Cano, Ovi & Noriel)
- 2021: Nube (mit Chucky73, US: Gold (Latin))
- 2021: Redbull (mit Beny Jr, ES: Gold)
- 2021: Al Capone (ES: Gold)

### Gastbeiträge
| Jahr | Titel Album                              | Höchstplatzierung, Gesamtwochen, AuszeichnungChartplatzierungen (Jahr, Titel, Album, Platzierungen, Wochen, Auszeichnungen, Anmerkungen) | Höchstplatzierung, Gesamtwochen, AuszeichnungChartplatzierungen (Jahr, Titel, Album, Platzierungen, Wochen, Auszeichnungen, Anmerkungen) | Höchstplatzierung, Gesamtwochen, AuszeichnungChartplatzierungen (Jahr, Titel, Album, Platzierungen, Wochen, Auszeichnungen, Anmerkungen) | Anmerkungen |
| Jahr | Titel Album                              | US | Latin | ES | Anmerkungen |
| --- | ---------------------------------------- | --- | --- | --- | --- |
| 2020 | Tussi Los Favoritos 2                    | — | Latin— GoldLatin | ES24 Platin · (23 Wo.)ES | Erstveröffentlichung: 18. September 2020 Arcángel feat. Justin Quiles, Eladio Carrion & De La Ghetto                           |
| 2021 | Conexión –                               | — | Latin— ×3DreifachplatinLatin | ES83 ×2Doppelplatin · (3 Wo.)ES | Erstveröffentlichung: 29. April 2021 Foreign Teck, Justin Quiles & Jay Wheeler feat. Bryant Myers, Eladio Carrion & Tory Lanez |
| 2022 | Nunca y Pico Resistencia                 | — | Latin47 (2 Wo.)Latin | — | Erstveröffentlichung: 23. Juni 2022 Yandel feat. Maluma & Eladio Carrión                                                       |
| 2023 | 77 Génesis                               | — | Latin34 (7 Wo.)Latin | — | Erstveröffentlichung: 5. Mai 2023 Peso Pluma feat. Eladio Carrión                                                              |
| 2024 | No entiendo Le Clique: Vida Rockstar (X) | — | — | ES80 (1 Wo.)ES | Erstveröffentlichung: 5. September 2024 Jhayco feat. Eladio Carrión & Omar Courtz                                              |
| Folgende Lieder erschienen nicht als Single, wurden aber durch das Album zum Download und Streaming bereitgestellt und konnten somit eine Platzierung erlangen: |                                          | | | | |
| |                                          | | | | |
| 2021 | North Carolina Las leyendas nunca mueren | — | Latin24 (2 Wo.)Latin | ES78 Gold · (1 Wo.)ES | Anuel AA feat. Eladio Carrión                                                                                                  |
| 2023 | Andando Reinsertado                      | — | — | ES37 Platin · (4 Wo.)ES | Morad feat. Eladio Carrión & Beny Jr                                                                                           |
| 2024 | Si si si si The Academy: Segunda Misión  | — | — | ES10 Platin · (11 Wo.)ES | Dímelo Flow, Justin Quiles, Sech, Dalex & Lenny Tavárez feat. Eladio Carrión, Bryant Myers & Dei V                             |
| 2024 | Hardaway Ameri                           | — | — | ES46 (1 Wo.)ES | Duki feat. Eladio Carrión |
| 2025 | Qué quieres de mí Lyke Miike             | — | — | ES50 (2 Wo.)ES | Myke Towers feat. Eladio Carrión                                                                                               |

Weitere Gastbeiträge
- 2017: Pensabas (Mora feat. Brray, Eladio Carrion & Joyce Santana, ES: Platin)
- 2020: 100 (Los G4, Jhay Cortez & Darell feat. Eladio Carrion & De La Ghetto, US: Gold (Latin))

## Auszeichnungen für Musikverkäufe
| Goldene Schallplatte - Mexiko - 2025: für das Lied Hey Lil Mama - 2025: für das Lied Si La Calle Llama (Remix) - 2025: für das Lied Mbappe - 2025: für die Single No te deseo el mal - 2025: für die Single Sin frenos - 2025: für die Single Ele uve (Remix) - 2025: für die Single Mi error - Spanien - 2024: für das Lied Hielo Platin-Schallplatte - Mexiko - 2025: für das Lied Hola Cómo Vas - 2025: für die Single Mi error (Remix) - Spanien - 2024: für das Lied Hola Cómo Vas - 2024: für das Lied Todo o nada - 2024: für das Lied Paz mental - 2024: für das Lied Flores en Anónimo | 3× Goldene Schallplatte - Mexiko - 2024: für die Single 77 - 2025: für die Single Bzrp Music Sessions, Vol. 40 2× Platin-Schallplatte - Mexiko - 2025: für die Single Me gustas natural 7× Goldene Schallplatte - Mexiko - 2025: für die Single Kemba Walker - 2025: für das Lied 3 AM |

Anmerkung: Auszeichnungen in Ländern aus den Charttabellen bzw. Chartboxen sind in ebendiesen zu finden.
| Land/RegionAuszeichnungen für Musikverkäufe (Land/Region, Auszeichnungen, Verkäufe, Quellen) | Gold       | Platin       | Verkäufe  | Quellen             |
| -------------------------------------------------------------------------------------------- | ---------- | ------------ | --------- | ------------------- |
| Mexiko (AMPROFON)                                                                            | 11× Gold11 | 12× Platin12 | 2.050.000 | amprofon.com.mx     |
| Spanien (Promusicae)                                                                         | 18× Gold18 | 45× Platin45 | 3.180.000 | elportaldemusica.es |
| Vereinigte Staaten (RIAA)                                                                    | 5× Gold5   | 11× Platin11 | 810.000   | riaa.com            |
| Insgesamt                                                                                    | 34× Gold34 | 68× Platin68 |           |                     |